# (783) Nora
(783) Nora ist ein Asteroid des Hauptgürtels, der am 18. März 1914 vom österreichischen Astronomen Johann Palisa in Wien entdeckt wurde. 
Der Asteroid ist nach der Titelfigur aus Henrik Ibsens Drama Nora oder ein Puppenheim benannt.